# Villa di delizia

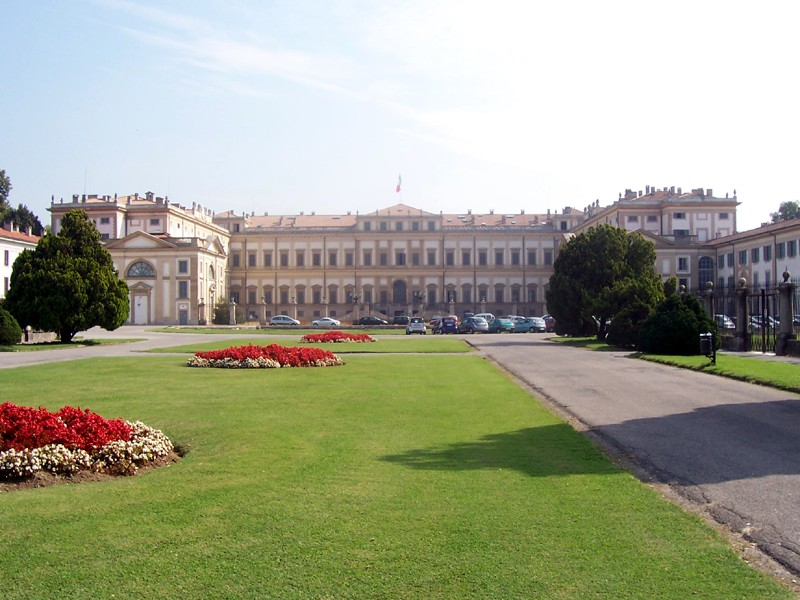
Villa Reale di Monza, nobile villa di delizia neoclassica di Giuseppe Piermarini.

La villa di delizia fu un genere architettonico particolarmente diffuso fra i nobili a partire dal XVI secolo. Si trattava di una residenza posta al di fuori della città, in cui ci si ritirava nei periodi di villeggiatura.

## Tipologie

### Ville di delizia della Lombardia
La definizione è quella assegnata nel XVIII secolo da Marc'Antonio Dal Re alla propria collezione di incisioni ritraenti diverse ville suburbane milanesi. Elemento imprescindibile di ciascuna villa era quello del proprio giardino.
Tale tipologia si sviluppò in particolar modo lungo il percorso dei due navigli, il Naviglio Grande e il Naviglio della Martesana e verso la Brianza.